# 萨拉特

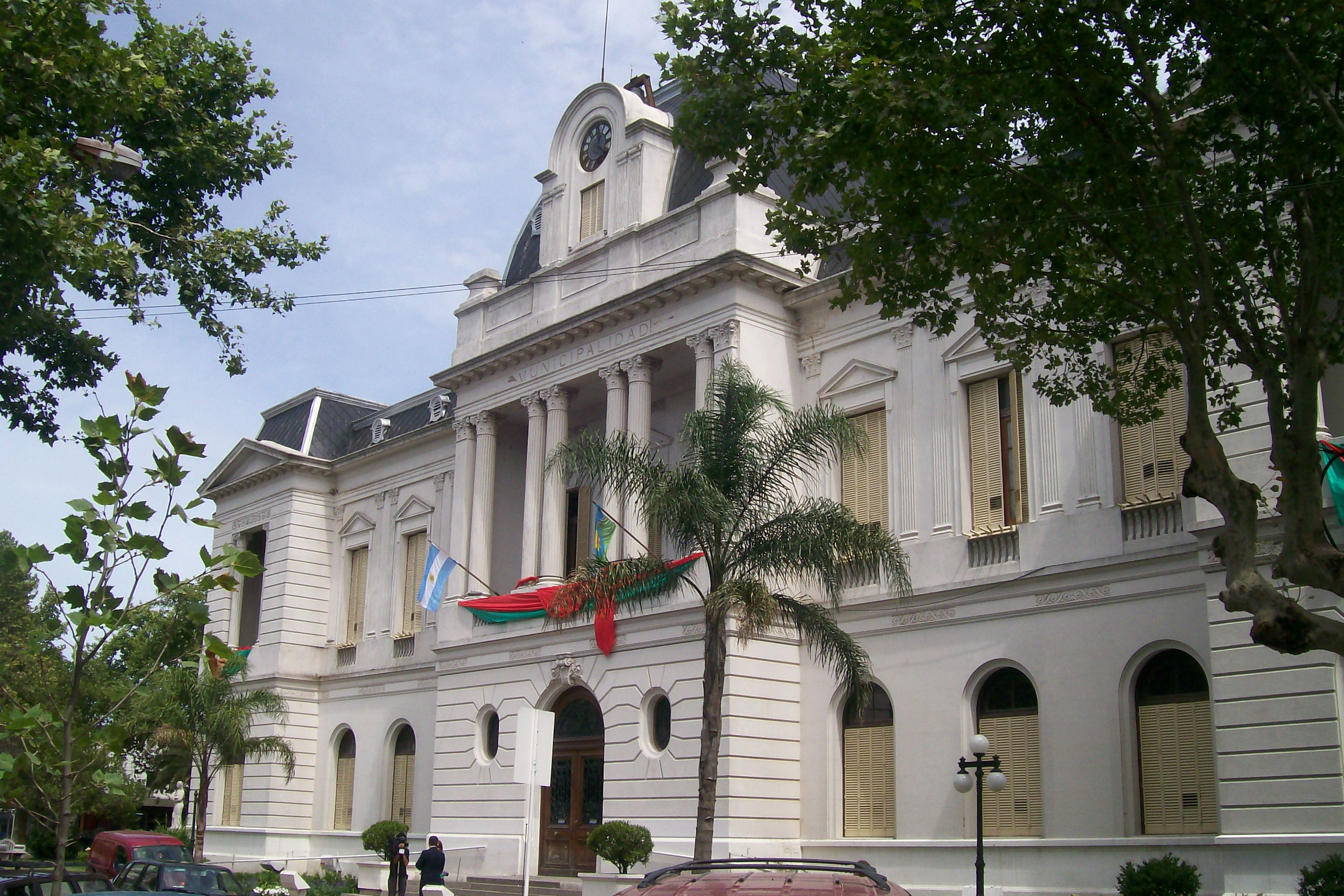
Zárate

萨拉特是位于阿根廷布宜诺斯艾利斯省巴拉那河畔的一座城市，人口约10万（2001年）。